# Wargame: European Escalation
Wargame: European Escalation je Realtimová strategie vytvořena Eugen Systems a vydávána Focus Home Interactive. Byla vydána 23. února 2012. Děj je zasazen do období Studené války, respektive mezi roky 1975-89.

## Frakce
Hratelné frakce jsou Varšavská smlouva, která je rozdělena na Sovětský svaz, Polsko, Východní Německo, a Československo; Dále můžete hrát za NATO, Které je rozděleno na Spojené státy americké, Velkou Británii, Francii, a Západní Německo. Hráči si mohou zvolit různé jednotky ze států, podle toho za jakou hrají frakci. Dále si mohou postupem hry odemykat nové jednotky nebo si vylepšit již zakoupené jednotky. Ve hře je napříč všemi státy dostupných 361 historických jednotek.

### NATO
- Spojené státy americké: Americké jednotky nemají žádné zjevné nedostatky nebo výhody, na rozdíl od některých svých více specializovaných spojenců nebo nepřátel; i když počet jejich helikoptér je výrazně vyšší než u ostatních členů frakce.
- Francie: Francie se specializuje především na lehké jednotky. Francouzská vozidla jsou rychlá avšak pouze lehce opancéřovaná. Proto je nejlepší taktikou rychlé útoky a přepady.
- Velká Británie: Britské tanky jsou protikladem těch francouzských: Jsou těžce opancéřováni, avšak velmi pomalí, jejich hlavní předností je obrana kde jejich rychlost není důležitá. Na rozdíl od tanků jejich pěchota těží z rychlých přesunů a podpoře ostatních vozidel.
- Západní Německo: Jsou ozbrojeni převážně starými americkými vozidly. Jejich moderní jednotky jsou sice v boji efektivní ,ale jsou velice drahé. Jejich tzv. Panzergrenadiers patří mezi nejvíce obrněné pěchotní jednotky.

### Varšavská smlouva
- Sovětský svaz: Stejně jako jejich americké protějšky, sovětská armáda nemá žádné zjevné nedostatky nebo výhody. Opírá se hlavně o své tankové jednotky a širokou škálu dělostřeleckých jednotek které dokáží prolomit nepřátelskou frontu. SSSR také hojně používá těžce ozbrojené a obrněné vrtulníkové jednotky.
- Polsko: Polsko má arzenál téměř totožný s tím sovětským, ale vynikají v transportu vojsk kde dokáží nečekaně udeřit nepřítele a poté se rychle seskupit a připravit se na další útok.
- Československo: Vyjímaje tanků a helikoptér, československá lidová armáda má své vlastní vozidla a pěchotu. S jejich výtečným dělostřelectvem a protiletadlovými jednotkami, a speciálními jednotkami, jsou výbornými pomocníky v bojích.
- Východní Německo: Stejně jako Polsko je Východní Německo vybaveno převážně sovětskými jednotkami. Excelují převážně těžkými jednotkami a rozvědkou, protože je jejich armáda založená na bránění Železné opony.

## Kampaň
Kampaň je rozdělena do čtyř tzv. "Operací", dvou pro každou frakci. Každá kampaň je jedinečná a kampaně mezi sebou nejsou propojeny.

### 1975 -Brüder gegen Brüder
Úvod ke studené válce kdy se záminkou stávají zastřelení vojáci pohraniční stráže Vých. Německa.

### 1981 -Dabrowski's Mazurka
Strach z války v Polsku stoupá a hráč jako generál sovětských vojsk bude čelit části vzbouřené Polské armády.

### 1983 -Able archer
Listopad 1983. Vztahy mezi SSSR a USA se zhoršují a USA se rozhodlo podniknout vpád do Německa pro vytvoření předmostí pro hlavní vlnu útoku NATO.

### 1984 -Pustina
Tato operace vás zavede do měst Varšavské smlouvy zničených atomovými bombami.

## Rozšíření
Momentálně jsou k dispozici 4 rozšíření:
- New Battlefields (nové bojiště)
- Conquest (Dobývání)
- Commander (Velitel)
- Fatal Error (Zásadní chyba)

## Engine
Ve hře je použitý upravený IRISZOOM engine. Tento engine dovoluje hrát na mapách 800 čtverečních kilometrů, na kterých se může nacházet až 100 miliónů objektů. Také to hráči dává možnost oddálit (pro řízení větších vojsk), a přiblížit (pro sledování menších přestřelek).

## Pokračování
10. července 2012, bylo oznámeno pokračování, Wargame: AirLand Battle,s datem vydání na jaře roku 2013.